# 烏斯季亞河 (戈倫河支流)

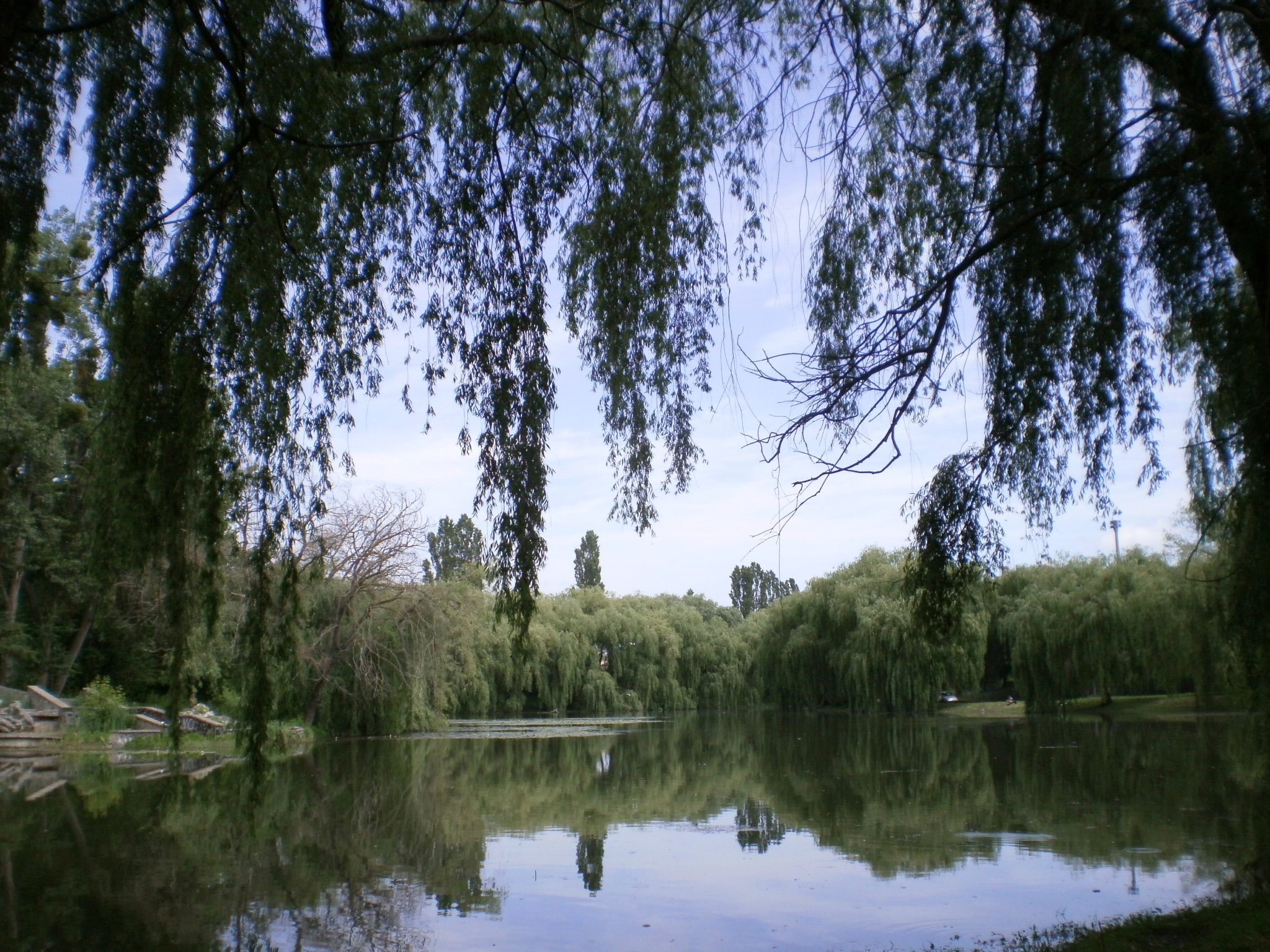

烏斯蒂亞河（烏克蘭語：Устя），是烏克蘭西北部的河流，屬於戈倫河的左支流。該河流經里夫內州的里夫內區，河流全長68公里，流域面積762平方公里。